# Iguaba Grande (ort)
Iguaba Grande är en ort i Brasilien.   Den ligger i kommunen Iguaba Grande och delstaten Rio de Janeiro, i den sydöstra delen av landet, 1 000 km sydost om huvudstaden Brasília. Iguaba Grande ligger 17 meter över havet och antalet invånare är 11 104. Den ligger vid sjön Lagoa de Araruama.
Terrängen runt Iguaba Grande är platt, och sluttar söderut. Runt Iguaba Grande är det tätbefolkat, med 257 invånare per kvadratkilometer.. Närmaste större samhälle är Araruama, 12,3 km väster om Iguaba Grande.
Omgivningarna runt Iguaba Grande är huvudsakligen savann.